# 那加自動車学校
那加自動車学校（なかじどうしゃがっこう）とは、岐阜県各務原市にある、岐阜県公安委員会が公認する技能試験免除自動車教習所（指定自動車教習所）、都道府県労働局長登録教習機関である。株式会社那加自動車教習場が運営する。

## 概要
- 1962年に設置。
- 第一種運転免許、第二種運転免許をはじめ、全ての自動車免許を習得できる。
- 技能県労働局長登録教習機関として移動式クレーン実技教習を行っているが、直接申し込みはできず、近くにある岐阜県労働局長登録教習機関の那加クレーンセンターで申し込み、那加自動車学校で教習を行う[注釈 1]
- 講習、診断として、運転者適性診断、運転管理者指導講習、運行管理者試験対策講座、自家用有償運送運転者講習、ブラッシュアップ講習、企業ドライバーセーフティースクール、エコドライブ講習、高齢者講習、ペーパードライバー講習を行っている。

## 所在地
- 岐阜県各務原市那加西那加町28
  - 国道21号那加バイパス金属団地前交差点、岐阜県道152号岐阜各務原線を北上し、新加納町交差点から市道（旧・国道21号）を東へ、西那加町交差点前。
  - 名鉄各務原線 新那加駅より徒歩約5分。
  - 高山本線（JR東海）那加駅より徒歩約7分。

周辺施設
- 各務原市立那加第三小学校
- 各務原市立那加第二小学校
- 各務原市立那加中学校
- 岐阜県立各務原西高等学校
- 各務原市立各務原特別支援学校
- 中部学院大学各務原キャンパス・中部学院大学短期大学部各務原キャンパス
- 名鉄各務原線 新那加駅・市民公園前駅・各務原市役所前駅・新加納駅
- 高山本線（JR東海）那加駅
- イオンモール各務原
- 金属団地
- 各務原市役所
- 各務原市立中央図書館
- 各務原市民公園
- 東海北陸自動車道岐阜各務原IC
- 御井神社

## 取得可能自動車運転免許
- 第一種運転免許
  - 普通自動車（MT・AT）
  - 大型自動車（MT）
  - 中型自動車（MT・AT）
  - 準中型自動車（MT・AT）
  - 大型特殊自動車
  - 牽引自動車
  - 普通自動二輪車（MT・AT）
  - 大型自動二輪車（MT）
- 第二種運転免許
  - 普通自動車（MT・AT）
  - 大型自動車（MT）
  - 中型自動車（MT・AT）

## 取得可能作業資格
実際は姉妹校の那加クレーンセンターが行っている。移動式クレーン実技教習などの一部の教習は那加クレーンセンターが窓口であり、那加自動車学校は実習のみを行っている。
- クレーン運転実技教習
- フォークリフト運転技能講習
- 小型移動式クレーン運転技能講習
- 床上操作式クレーン運転技能講習
- 車両系建設機械（整地・運搬・積込み用及び掘削用）運転技能講習
- 車両系建設機械（解体用）運転技能講習
- 高所作業車運転技能講習
- 玉掛け技能講習
- ガス溶接技能講習